# 서원 (한국)

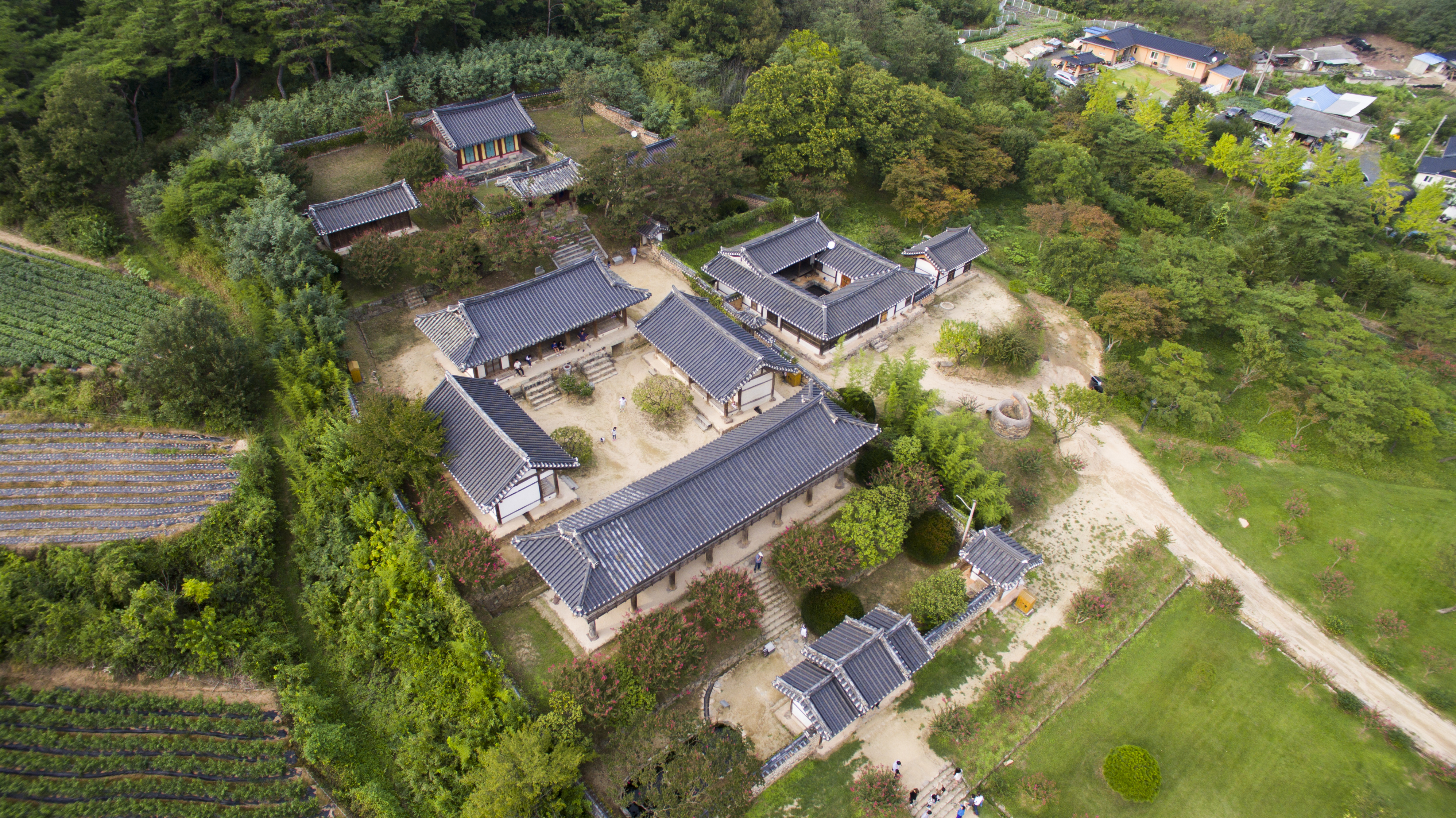
유네스코 세계문화유산 안동 병산서원

한국에서 서원(書院)은 조선 중기 이후 설립된 사설 교육 기관이며, 유교의 성현에게 제사를 지내던 곳이다.

## 설립 배경

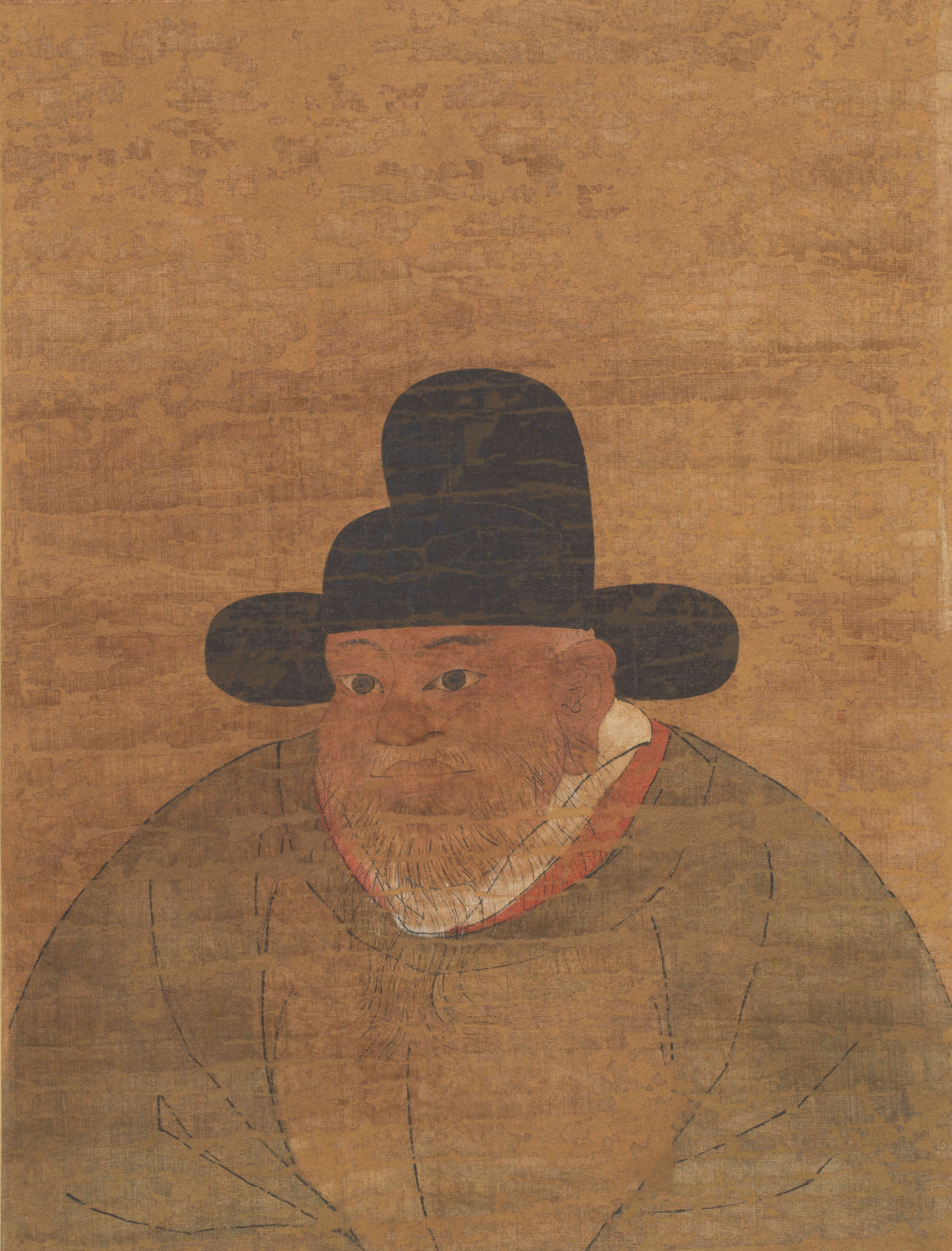
조선 최초의 서원인 백운동 서원을 세운 주세붕

조선은 건국 초기부터 유교 중심 정책을 써서 고려의 사원(寺院)을 대신하여 서재(書齋)·서당(書堂)·정사(精舍)·선현사(先賢祠)·향현사(鄕賢祠) 등을 장려하였다. 세종은 특히 이를 장려하여 상을 준 일이 있었다.
그러나 이때의 서원은 재와 사의 두 기능을 겸한 것이 못 되었으니 1542년(중종 37년) 풍기군수 주세붕이 순흥에서 고려의 학자 안향을 모시는 사당을 짓고 이듬해 백운동서원이라 한 것이 조선 최초의 서원이었다.
그 후 전국 각지에서 많은 서원이 생겼으며, 1550년(명종 5년)에는 이황의 건의로 임금이 백운동서원에 소수서원이라는 액(額 : 현판)을 하사하고 책·노비·전결(田結) 등을 주어 장려하였다. 이것이 사액서원(賜額書院)의 시초가 되었으며 마침 황폐해 가는 향교에 대신하여 국가의 보조를 받는 서원이 각처에 설치되었다.
그리하여 명종 이전에 설립된 것이 29개, 선조 때는 1백 24개, 숙종 때에는 1도에 80 ~ 90개를 헤아리게 되었다.

## 기능
서원은 명목상으로 그곳에 배향된 선현의 정신과 뜻을 되새겨 학문과 덕행을 닦고 자신의 인격을 도야하는 장소이면서도, 동시에 선현의 위패를 모시고 제사를 지낸다는 설립 목적을 가지고 있었다. 따라서 학업과 과거 합격이 주목적이었던 성균관이나 향교와는 그 기능이 달랐다.
그밖에도 지방 사족의 지위를 강화해 주는 기능도 가지고 있었으며, 사화로 말미암아 향촌에 은거하여 생활하던 사림의 활동 기반이 되었다. 임진왜란 이후에 급속히 발전한다.
이와 같이 서원은 유학의 성현들을 모시는 사당 또는 사묘의 역할, 향약 등의 향촌 질서를 정하고 백성들을 계도하는 역할, 단순한 교육이 아닌 학문 연구와 발전의 기능을 하는 연구소 역할을 담당했다. 그러한 역할을 담당함으로써 향촌의 사림을 결집하는 역할도 하게 된다. 또한 서원은 교육 기관이므로 정치적 반대 세력으로부터 견제를 적게 받는다는 이점이 있고, 문중 서원의 경우에는 자기 문중을 과시하는 효과도 있기 때문에 시대가 내려올수록 번창하게 되었다.

## 폐단
서원은 양적으로 증가하면서 일종의 특권적인 것이 되어 여기에 부속된 토지에는 조세를 과하지 않았고, 또 양민이 원노(院奴)가 되어 군역을 기피하는 곳이 되었다. 유생은 향교보다도 서원에 들어가 학문을 공부하는 대신 붕당(朋黨)에 가담하여 당쟁에 골몰하고 심지어는 서원을 근거로 하여 양민을 토색하는 폐단도 생기게 되었다.
이와 같은 서원의 남설(濫設), 누설(累設)은 조정의 중대한 두통거리가 되어 1644년(인조 22년)에는 서원 설치를 허가제로 하였고, 1657년(효종 8년)에는 서원을 누설한 자는 처벌하는 규정을 발표하였다.
그 후 계속하여 영조, 정조, 철종 등도 서원 정비에 노력하였으나 성과를 얻지 못하여 정조 때는 650개의 서원이 남아 있었다. 그 중 유명한 것은 경주 옥산서원, 안동 도산서원, 송악서원(松嶽書院), 화양서원(華陽書院), 만동묘 등이었다.

## 정사
정사(精舍)는 유학자 개인의 순수한 학술 연마 장소로 그 기초는 길재(吉再)로부터 비롯한다. 개설자의 명망에 따라 문도의 번성과 강학의 수준은 서원보다 월등하였다. 그 대표적 예가 퇴계(退溪)의 농운정사와 율곡(栗谷)의 은병정사(隱屛精舍)이며 사후에는 서원으로 바뀌었다. 입학은 개방적이었으며 학칙은 자율성을 강조하고 과거를 목적으로 한 공부를 규제하여 사제지간의 전통을 중요시하였다. 생도는 자치적으로 유식한 연장자를 당장(堂場)으로 추대하고 장의·유사를 선정하며, 2인의 직월(直月)을 윤번으로 선임한다. 특히 직월은 사제·학우간의 강론을 기록하고 생도의 품행을 적어 스승에게 바친다. 서로 강론하고 직월을 교체한다. 이때 까닭없이 불참하면 문책당하고 반성하지 않을 때에는 출재한다.

## 서원 철폐령
1864년(고종 1년) 고종 때, 흥선대원군은 서원에 대한 모든 특권을 철폐하고, 서원의 누설을 엄금하였다. 이듬해에는 대표적인 서원인 만동묘를 폐쇄하였다. 1871년(고종 8) 최종적으로 전국의 서원과 사우 1000여 곳을 헐어 버리고 47개소만 남겼으며, 서원 소유의 토지들을 거두어 국가에 귀속시켰다. 이때 서원을 정리하게 된 배경 가운데, 서원에서 소유한 토지는 세금을 내지 않기 때문이라는 주장도 있다. 또한 사우(또는 사당)라는 이름으로 존재하는 서원이나 문중 재산을 은닉하는 수단으로 사용된 문중 서원도 철폐의 대상이 되었다.

## 유네스코 세계유산
한국의 서원은 2019년 등재된 유네스코 세계유산이다. 2019년 7월 6일 아제르바이잔 바쿠에서 제43차 유네스코 세계유산위원회는 한국의 서원(Seowon, Korean Neo-Confucian Academies) 9곳을 세계유산에 등재하였다. 포함된 서원 9 곳은 다음과 같다.
| 유네스코 ID | 서원 이름 | 소재지            |
| ----------- | --------- | ----------------- |
| 1498-001    | 소수서원  | 경상북도 영주시   |
| 1498-002    | 남계서원  | 경상남도 함양군   |
| 1498-003    | 옥산서원  | 경상북도 경주시   |
| 1498-004    | 도산서원  | 경상북도 안동시   |
| 1498-005    | 필암서원  | 전라남도 장성군   |
| 1498-006    | 도동서원  | 대구광역시 달성군 |
| 1498-007    | 병산서원  | 경상북도 안동시   |
| 1498-008    | 무성서원  | 전라북도 정읍시   |
| 1498-009    | 돈암서원  | 충청남도 논산시   |

조선시대의 서원은 사립 교육기관을 대표하는 시설로서, 중세 동아시아의  중요한 사상 중의 하나인 성리학이 조선에 전래되어 조선 사회에 정착‧형성한 산실로써, 중국의 주희가 집대성한 성리학이 서원에서 중국, 일본과 다른 모습으로 발전하였다. 조선시대의 서원은 성리학인 지향하는 자연관과 한국의 문화적 전통이 반영된 교육 유산의 특출한 전형으로, 특히 서원의 건축 공간은 성리학적 가치관, 세계관, 자연관이 반영된 물리적 표상이다. 2019년 5월 유네스코의 국제기념물유적협의회는 ‘한국의 서원’(Seowon, Korean Neo-Confucian Academies)을 유네스코 세계유산에 등재할 것을 권고했다.

## 서원 목록
사단법인 한국서원연합회에서는 전국의 648개 서원의 목록을 정리하고 있으며, 9대 서원으로 소수서원, 남계서원, 옥산서원, 도산서원, 필암서원, 도동서원, 병산서원, 무성서원, 돈암서원을 꼽고 있다.

## 관련 단체
- 한국서원연합회(사단법인)

## 같이 보기
- 한국의 유교
- 한국의 역사